# Crucifix no 20
Le Crucifix no 20 est un  grand crucifix peint a tempera et or sur parchemin rapporté sur bois, réalisé vers 1210 par un maître anonyme, dont le nom de convention est  Maestro bizantino del Crocifisso di Pisa ; la grande croix peinte est exposée et conservée au Musée national San Matteo à Pise.

## Description
Le crucifix no 20 innove par sa représentation du Christ qui respecte les conventions du Christus patiens, Christ mort de ses souffrances sur la croix, issue de l'iconographie religieuse orientale (grecque), byzantine, courante en matière d'icônes a contrario du précédent  Christus triumphans médiéval occidental (et qui sera à son tour remplacé, à la pré-Renaissance, par le Christus dolens des primitifs italiens). 
Attributs du Christus patiens montrant les déformations dues aux sévices infligés : face tournée, émaciée saisie par la mort dans une pose sereine, yeux fermés du masque mortuaire, affaissement du corps, plaies saignantes (mains, pieds et flanc).
Le crucifix comporte des scènes annexes sur les extrémités de la croix (tabellone) :
- sur la cimaise en haut, il Trionfo di Cristo tra angeli ;
- sur les deux panneaux latéraux au bout des bras, des personnages assistants à la crucifixion : femmes pieuses et saint Jean.
- enfin un tableau sous le suppedaneum supportant les pieds représente La Descente aux enfers.

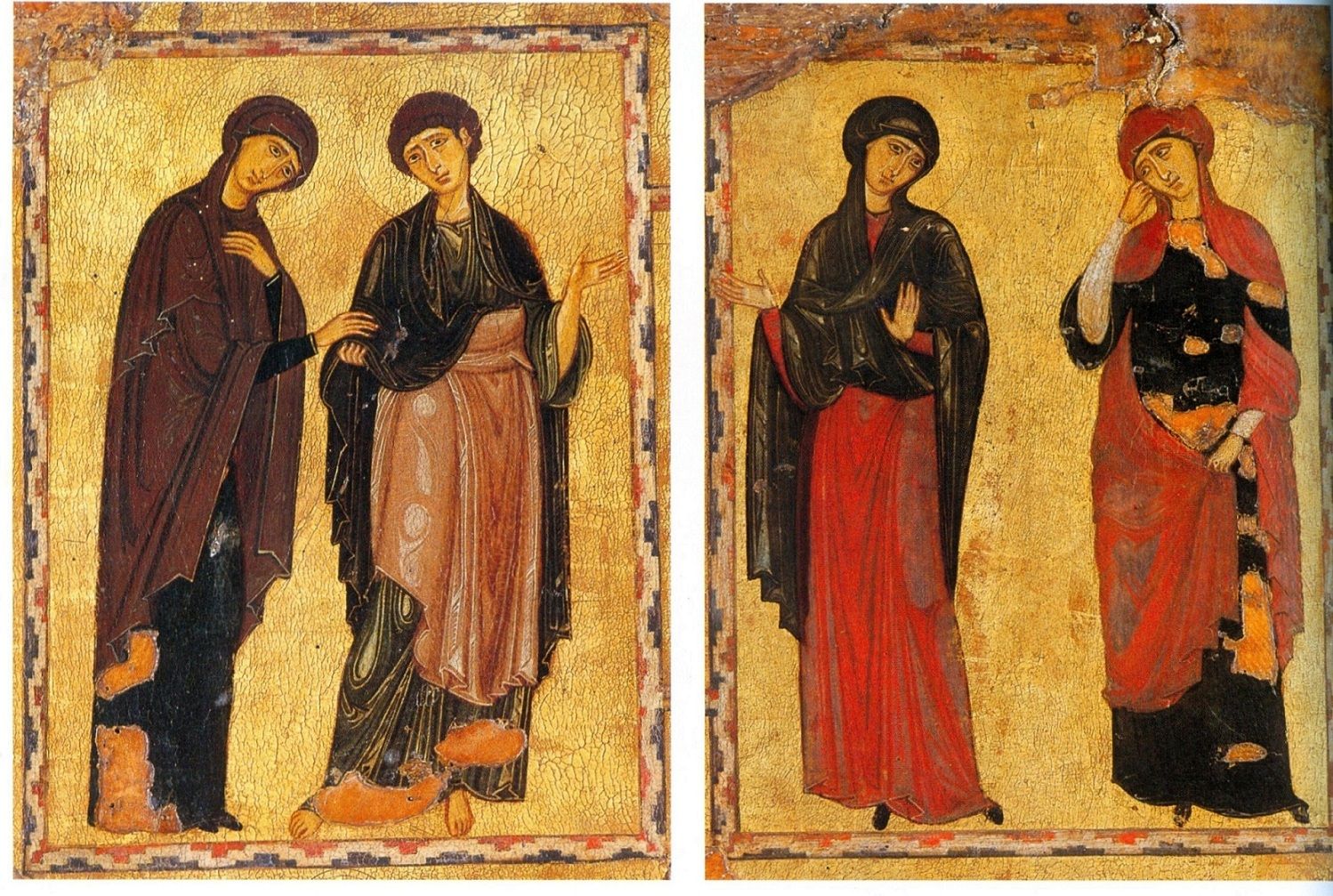
Tabellone gauche et droit.
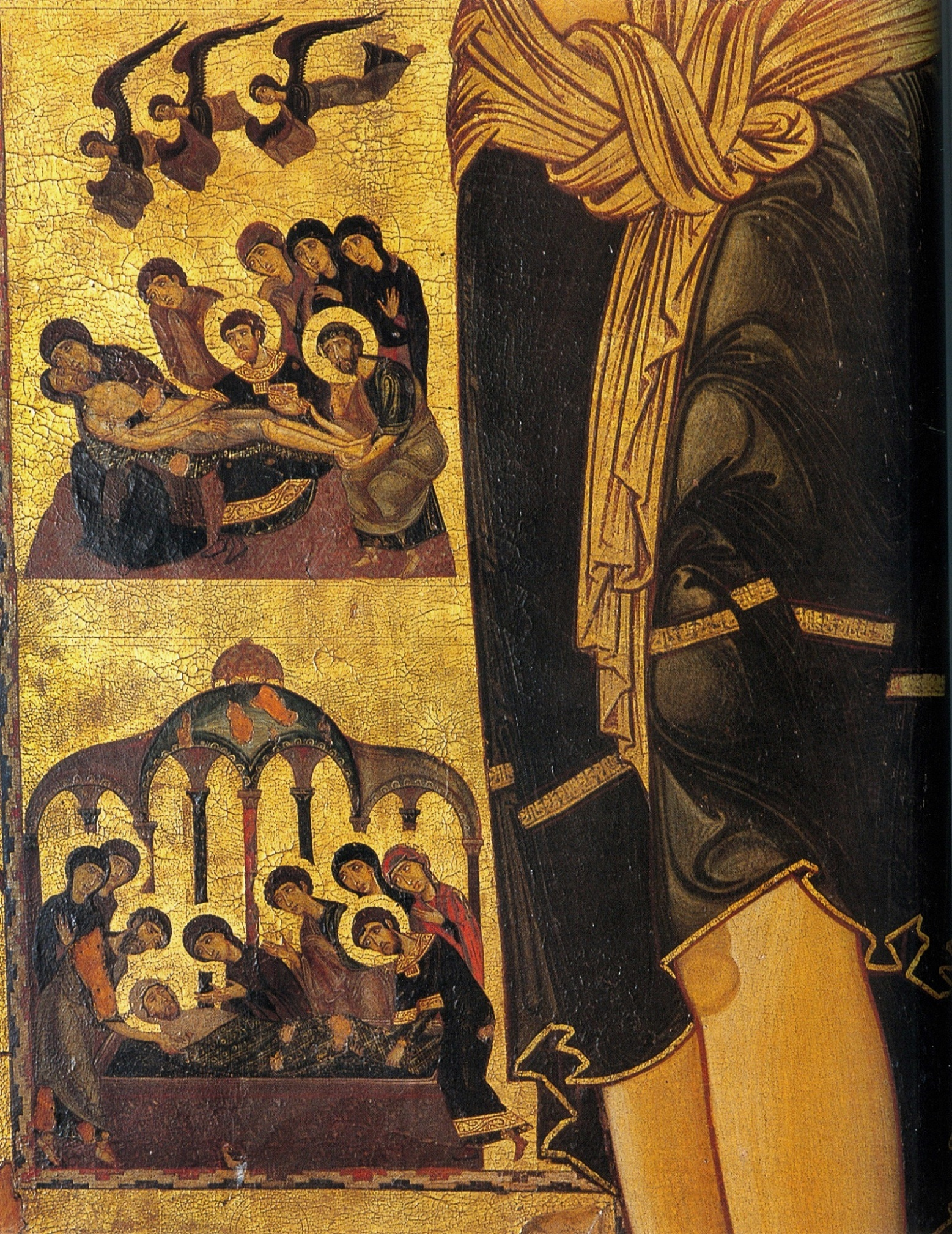
Détail scène de gauche.
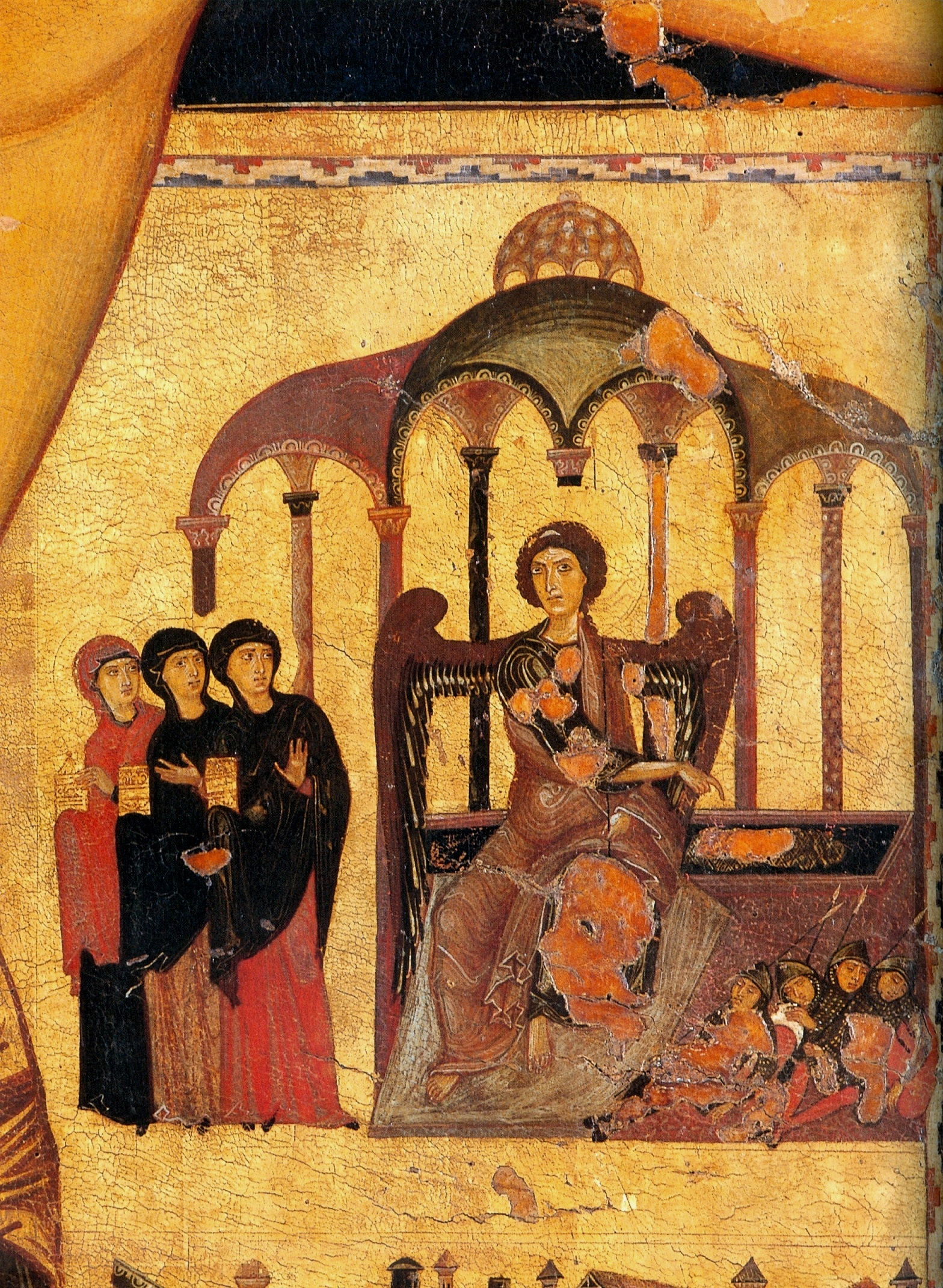
Détail scène de droite.

Le corps du Christ ne subit pas encore le déhanchement caractéristique des œuvres postérieures du Christus dolens.